# Tsuyokiss
Tsuyokiss (яп. つよきす Цуёкису, Крепкий поцелуй) — серия видеоигр, и аниме-сериал. Автор оригинальной романтической новеллы — Такахиро а Ясутомо Ямада — аниме-сериала. Сюжет разворачивается вокруг группы студентов высшей школы, где идёт развитие их романтических отношений и чувств.
Изначально компанией Candy Soft была выпущена игра — эроге в жанре визуального романа для PC, первый релиз игры состоялся 26 августа 2005 года. В версии для Playstation 2 под названием Minikiss ~Tsuyokiss Fan Disk~ были убраны элементы эротики. Аниме-сериал был создан на основе сюжета первой игры и начал транслироваться по каналу Chiba TV с 2 июля по 17 сентября 2006 года.
Позже были выпущены 2 видеоигры;Tsuyokiss Nigakki (яп. つよきす 2学期) для PC, PlayStation 2 и PlayStation Portable а также Tsuyokiss Sangakki (яп. つよきす 3学期), выпуск которой состоялся 31 марта 2011 года.

## Сюжет

### Игра

#### Tsuyokiss
Сюжет разворачивается вокруг обыденной жизни вымышленных студентов, порой в их жизни происходят смешные ситуации. Главный герой — Лео Цусима тайно влюблён в Эрику Кирию, которая является также президентом студенческого совета.
Позже студентка старших классов — Отомэ вместе с другими главными героями пытаются проникнуть в школу после того, как они опаздывают. Выясняется, что Лео — любимый двоюродный брат Отомэ, которого она не видела уже несколько лет. Внезапно она решает переехать в тот же дом, где живёт Лео. С этого момента жизнь главного героя радикально меняется. В версии для PlayStation 2 Лео развивает любовные отношения с Сунао Коноэ, которая является тоже его старым знакомым.

#### Tsuyokiss Nigakki
Здесь идёт альтернативная история: если бы Лео не встретил свою любовь в первом учебном году (первой игре). В начале второго учебного года Лео беспокоится о том, что делать после окончания школы, потому что он не имеет жизненной цели. Внезапно в его класс переводится молодая девушка по имени Сэрэбу Татибана и садится на соседнюю парту рядом с Лео.

#### Tsuyokiss Sangakki
В третьей игре рассказывается ход событий, если бы Лео не встретил любовь в первом и во втором году. (первой и второй игре)

#### Аниме
В аниме-сериале главной героиней становится 16-летняя Сунао Коноэ. По сюжету она является дочерью известной актрисы и обожает театр. Она переезжает в городок Мацукаса и попадает в необычную школу Рюмэйкан в старинном духе, а именно в том плане, что директор школы — старый самурай, его помощница носит при себе всегда боевой меч, а заседание школьного совета проходит всегда в настоящем храме на острове. Сунао решает создать в школе новый театральный клуб. Однако президент совета — Эрика Кирия считает эту идею вредительской, так как она может нарушить строгую атмосферу школы. Она будет всеми способами мешать Сунао продвигать новый клуб, но у главной героини появятся новые друзья и союзники.

## Список персонажей
Сунао Коноэ (яп. 近衛素奈緒)
Сейю: Нана Мидзуки
Главная героиня сериала. Она второклассница средней школы. Стремится быть сильной и непоколебимой. В начале истории её семья переезжает новый город так как её мама работает актрисой. Однажды увидев блестящее выступление матери, Сунао была восхищена и тоже теперь мечтает стать актрисой. В новой школе она образует театральный кружок, с удивлением узнав, что его не было раньше. Однако это оказывается не так то просто как кажется. В детстве она выступая на сцене испугалась и вошла в ступор, но некий мальчик помог ей прийти в себя. В первый свой день в школе она узнала в Лео этого мальчика.
Лео Цусима (яп. 対馬レオ Цусима Рэо)
Сейю: Тосиюки Тоёнага
Один из главных героев сериала, а также центральный персонаж видеоигр. Лео — студент второго курса класса 2-С старшей школы. Он восхищается Эрикой Кирия. Раньше был вспыльчивым, но теперь спокойный и робкий. Находится всегда в кругу друзей детства.
Нагоми Яси (яп. 椰子なごみ)
Сейю: Ю Кобаяси
Студентка первого курса из класса 1-B. Она одинокая и как правило ссорится с Кину Канисава, которую она называет по прозвищу Кани (яп. かに), что означает краб. Сначала Нагоми и Кину дерутся между собой, а потом нападают на Лео, которого якобы ненавидят. Очень хорошо готовит.
Сидзука Асада (яп. 浅田静香)
Сейю: Мою Арисима
Студентка второго курса из класса 2-A и одноклассница Сунао, с которой она встречается с первого дня в школе. Она становится поклонницей и другом Сунао после того как увидела драму с её исполнением во время спектакля Ромео и Джульетта.
Норико Нисидзаки (яп. 西崎紀子)
Сейю: Томоко Канэда
Студентка второго курса из класса 2-A и одноклассница Сунао. Она очень странная и никогда не говорит прямолинейно, вместо этого она произносит неотличимые фразы, любит фотографировать людей в своем классе.
Ёхэй Мурата (яп. 村田洋平)
Сейю: Такуро Накакуни
Студент второго курса из класса 2-A и одноклассник Сунао. Забавно, но никто практически не может произнести его имя правильно.
Эрика Кирия (яп. 霧夜エリカ)
Сейю: Май Накахара
Студентка второго курса из класса 2-C и одноклассница Лео. Она является президентом студенческого совета и известна там как Химэ (яп. 姫) то есть «принцесса». Очень сильная и как правило одерживает победу над соперниками. Она противится идее Сунао — создать театральный кружок, так как считает, что клуб развлечёт её и спасёт от вечной скуки. Не раз идут намёки, что она лесбиянка, как это видно в отношениях с Ёсими.
Ёсими Сато (яп. 佐藤良美)
Сейю: Маюко Омимура
Студентка второго курса класса 2-C и одноклассница Лео. Она робкая девушка, работает вместе с Эрикой в здании студенческого совета. Чувствует себя не комфортно в работе с Эрикой, потому что Эрика может манипулировать ей, и которая дала ей прозвище «Ёппи».
Кину Канисава (яп. 蟹沢きぬ)
Сейю: Саки Фудзита
СтудентКА второго курса из класса 2-C и одноклассница Лео. Она работает официанткой в ресторане под названием Оазис в своё свободное время. Подруга детства Лео и его ближайшая соседка. Очень вульгарна, инфатильна и часто говорит то, что у неё на уме. Постоянно ссорится с Нагоми. Кину однажды их обоих назвал кокосовыми орехами из-за бесконечной борьбы. Сначала Нагоми и Кину дерутся между собой, а потом нападают на Лео, которого якобы ненавидят.
Синъити Самэсуга (яп. 鮫氷新一)
Сейю: Масахито Ябэ
Студент второго курса из класса 2-C и одноклассник Лео. Он один из друзей детства Лео, известен по прозвищу «Акула». Любит преследовать красивых девушек и просить о свидание, но редко получает согласие.
Субару Датэ (яп. 伊達スバル)
Сейю: Такэхито Коясу
Студент второго курса из класса 2-C и одноклассник Лео. Один из друзей детства Лео, которого часто видят с ним. Он самый спокойный и разумный из всех друзей.
Отомэ Куроганэ (яп. 鉄乙女)
Сейю: Нана Иноэ
Студентка третьего курса из класса 3-В в средней школе. Всегда носит с собой самурайский меч. Она является двоюродной сестрой Лео, которого она не видела уже несколько лет. Поселяется в доме Лео, и влюбляется в него. В школе она является членом Дисциплинарного Комитета.
Сэрэбу Татибана (яп. 橘瀬麗武)
Сейю: Харуми Сакурай
Студентка второго курса класса 2-C. Носит при себе самурайский меч и медальон с глушителем. Она племянница Хэйдзо Татибана и обладает сверхчеловеческими спортивными навыками, также соперница Отомэ.

## Музыка

### Игра
- Открытие: Mighty Heart ~Aruhi no Kenka, Itsumo no Koigokoro~ исполняла: Kotoko
- Концовка: Isolation исполняла: Reina
- Открытие: Swift Love ~Kenzen Danshi ni Mono Mousu~ исполняла: Kotoko
- Концовка: Shin’ainaru Kimi to Mirai e исполняла: Рэкка Катакири (Rekka Katakiri)
- Открытие: ★Nijiiro Rock 'n' Roll исполняла: Каори Утацуки (Kaori Utatsuki)
- Концовка: To Your Kiss! исполняла: Рита (Rita)

### Аниме
- Открытие: Sunao ni Narenai (яп. 素直になれない) исполняла: Little Non
- Концовка: open исполняла: Каори Утацуки (Kaori Utatsuki)

## Манга
На основе сюжета компанией Kadokawa Shoten была выпущена манга, которая выходила в ежемесячном журнале Comp Ace. Автор и иллюстратор манги Хамао Сумэраги.
- Tsuyokiss Глава.1 — ISBN 4-04-713848-7
- Tsuyokiss Глава.2 — ISBN 978-4-04-713919-0

## Новеллы
На основе сюжета видеоигр было выпущено 15 взрослых новелл, которые публиковались разными издательствами.
Kadokawa Shoten
- Tsuyokiss ~Mighty Heart~ Sunao ni High-tension! — ISBN 4-04-707223-0

Автор: Тору Тамэгай, художник: Хамао Сумэраги
Enterbrain
- Tsuyokiss ~Mighty Heart~ Rindoukan no Yuurei — ISBN 4-7577-2917-0
- Tsuyokiss ~Mighty Heart~ Ochitekita Santa Claus — ISBN 4-7577-3090-X
- Tsuyokiss ~Mighty Heart~ Koutetsu no Teacher — ISBN 978-4-7577-3428-9

Автор: Мицуха Камибуки, художник: Maruto!
Paradigm
- Tsuyokiss Kurogane Otome-hen — ISBN 4-89490-780-1
- Tsuyokiss Yashi Nagomi-hen — ISBN 4-89490-788-7
- Tsuyokiss Kiriya Erika-hen — ISBN 4-89490-796-8
- Tsuyokiss Kanisawa Kinu-hen — ISBN 4-89490-804-2

written by Haruka Fuse
- Tsuyokiss Konoe Sunao-hen — ISBN 978-4-89490-830-7

автор: Кадзухико Окита
Softgarage
- Tsuyokiss Bangaihen Nakomi no Christmas — ISBN 4-86133-064-5

written by Chiruda Sasamiya, illustrated by Denki Shōgun
- Tsuyokiss Bangaihen 2 Ohanami ni ikou — ISBN 4-86133-076-9

written by Tomo Mikado, illustrated by Denki Shōgun
- Tsuyokiss Bangaihen 3 Konote ni nigirumono — ISBN 4-86133-077-7
- Tsuyokiss Bangaihen 4 Aki no Majutsu — ISBN 4-86133-085-8
- Tsuyokiss Bangaihen 5 Ai no Arashi — ISBN 978-4-86133-093-3

авторы: Томо Микадо и Фуитиро Нояма, художник: Дэнки Сёгун
Kill Time Communication
- Tsuyokiss another story Yashi Nagomi no Baai — ISBN 4-86032-244-4
- Tsuyokiss another story Kurokane Otome no Baai — ISBN 4-86032-285-1
- Tsuyokiss another story Kiriya Erika no Baai — ISBN 4-86032-314-9
- Tsuyokiss another story Yashi Nagomi no Baai 2 — ISBN 978-4-86032-361-5

written by Kasao Sakaki, illustrated by Jōji Shinozuka
- Tsuyokiss another story Konoe Suao no Baai — ISBN 978-4-86032-409-4

автор: Касао Сакаки; художник Кэйко Ёсино и Fezādo Graphic